# Benoît Potier
Pour les articles homonymes, voir Potier.
Benoît Potier, né le 3 septembre 1957 à Mulhouse, est le président du conseil d'administration d'Air liquide, groupe industriel français spécialisé dans les gaz industriels et employant plus de 66 000 personnes depuis le rachat d'Airgas en 2016. Entre 2006 et 2022, il a cumulé cette fonction avec celle de directeur général du groupe.

## Jeunesse, famille et formation
Son père est cadre à la BNP. Né à Mulhouse, il est le 3e d'une famille de 6 enfants. Selon Nicolas Stiel, « Il reçoit une éducation stricte où prédomine la valeur travail ».
Benoît Potier prépare les concours d'écoles d'ingénieurs au lycée privé Sainte-Geneviève. 
Il est ingénieur diplômé de l'École centrale Paris (1979). 
Après sa sortie de Centrale, il envisage une carrière artistique et fait partie d'une troupe de théâtre, mais il échoue au concours de l'École nationale supérieure des arts et techniques du théâtre.
Il suit le programme MBA Exécutif à l'INSEAD en 1990. Il participe également au programme de formation en Management de l'INSEAD et du Wharton International Forum.
Il se marie en 1984 et a 3 filles.

## Carrière
Ingénieur dans la division « Recherche et développement » d’Air liquide à partir de 1981, il devient, en 1994, directeur des marchés de la grande industrie. En 1995, en tant que directeur adjoint, il est chargé du développement et des opérations grande industrie du groupe. En 1997, il devient directeur général du groupe Air Liquide, puis président du directoire en 2001, avant d'être nommé Président-directeur général en 2006.
Il est aussi président de l’ERT (European Roundtable of Industrialists), membre du Comité d’Audit et du Conseil de Surveillance de Michelin, administrateur du groupe Danone, membre du conseil d'administration de l’Association française des entreprises privées (AFEP), membre du conseil d'administration du Cercle de l’Industrie, administrateur du think tank « La Fabrique de l'Industrie », administrateur de l’ANSA (Association Nationale des Sociétés par Actions), administrateur de l’École centrale des arts et manufactures, membre du Conseil France INSEAD  et membre de la Commission Trilatérale Europe. Benoît Potier est également nommé Président de la Fondation Air Liquide à sa création, en 2008. Il demeure à cette position jusqu'au 30 mars 2017, date à laquelle il en devient l'administrateur, laissant la présidence à Jean-Marc de Royere.
En l'espace de vingt ans, Benoît Potier a fait plus que doubler le chiffre d'affaires d’Air liquide, double l'effectif à 66400 salariés, triple le nombre de clients et quintuple la capitalisation boursière,.
Il co-préside le Conseil national de l'hydrogène et vice-préside le Conseil mondial de l'hydrogène à la création duquel il a participé.
Le 1er juin 2022, il cède la direction générale d'Air liquide à  son adjoint François Jackow, tout en restant président du conseil d'administration. Sa retraite s'élève à 650 000 euros par an, à laquelle s’ajoutent environ 200 000 euros annuels dans le cadre du plan d’épargne retraite du groupe et une rémunération annuelle de 800 000 euros en qualité de président du conseil d’administration. Ses dividendes annuels s'élèvent à 1,5 million d’euros en 2021.

## Prix et récompenses
- Officier de la Légion d'honneur[18]
- Commandeur de l'ordre national du Mérite
- Stratège de l'année 2008, prix décerné par La Tribune